# Championnat du monde de hockey sur glace 2009
Navigation
Québec 2008 Allemagne 2010
Le 73e championnat du monde de hockey sur glace s'est joué en Suisse entre le 24 avril et le  10 mai 2009 dans les villes de Berne et de Kloten. La Russie qui a remporté la compétition au Canada en 2008 remettait son titre en jeu et a réussi à le conserver à l'insu du Canada.
La division I voit ses matchs se disputer à Vilnius en Lituanie pour le groupe A et à Toruń en Pologne pour le groupe B. La division II joue en Serbie et en Bulgarie alors que la division III se joue en Nouvelle-Zélande.

## Division Élite

### Tour préliminaire
Le groupe principal regroupe seize équipes, réparties en quatre groupes de quatre (de A à D).
- Groupe A
  -  Canada
  -  Slovaquie
  -  Biélorussie
  -  Hongrie
- Groupe B
  -  Russie
  -  Suisse
  -  Allemagne
  -  France
- Groupe C
  -  Suède
  -  États-Unis
  -  Lettonie
  -  Autriche
- Groupe D
  -  Finlande
  -  Tchéquie
  -  Norvège
  -  Danemark

#### Groupe A (Kloten)
| Clt   | Équipe      | PJ | V | VP | VF | D | DP | DF | BP | BC | Pts |
| ----- | ----------- | -- | - | -- | -- | - | -- | -- | -- | -- | --- |
| +001, | Canada      | 3  | 3 | 0  | 0  | 0 | 0  | 0  | 22 | 4  | 9   |
| +002, | Biélorussie | 3  | 2 | 0  | 0  | 1 | 0  | 0  | 6  | 8  | 5   |
| +003, | Slovaquie   | 3  | 1 | 0  | 0  | 1 | 0  | 1  | 8  | 12 | 4   |
| +004, | Hongrie     | 3  | 0 | 0  | 0  | 3 | 0  | 0  | 4  | 16 | 0   |

- Qualifié pour le tour de qualification

#### Groupe B (Berne)
| Clt   | Équipe    | PJ | V | VP | VF | D | DP | DF | BP | BC | Pts |
| ----- | --------- | -- | - | -- | -- | - | -- | -- | -- | -- | --- |
| +001, | Russie    | 3  | 3 | 0  | 0  | 0 | 0  | 0  | 16 | 4  | 9   |
| +002, | Suisse    | 3  | 1 | 1  | 0  | 1 | 0  | 0  | 6  | 6  | 5   |
| +003, | France    | 3  | 1 | 0  | 0  | 2 | 0  | 0  | 4  | 9  | 3   |
| +004, | Allemagne | 3  | 0 | 0  | 0  | 2 | 1  | 0  | 3  | 10 | 1   |

- Qualifié pour le tour de qualification

#### Groupe C (Berne)
| Clt   | Équipe     | PJ | V | VP | VF | D | DP | DF | BP | BC | Pts |
| ----- | ---------- | -- | - | -- | -- | - | -- | -- | -- | -- | --- |
| +001, | États-Unis | 3  | 2 | 0  | 0  | 0 | 1  | 0  | 15 | 9  | 7   |
| +002, | Suède      | 3  | 1 | 1  | 0  | 0 | 0  | 1  | 15 | 9  | 6   |
| +003, | Lettonie   | 3  | 1 | 0  | 1  | 1 | 0  | 0  | 7  | 6  | 5   |
| +004, | Autriche   | 3  | 0 | 0  | 0  | 3 | 0  | 0  | 2  | 15 | 0   |

- Qualifié pour le tour de qualification

#### Groupe D (Kloten)
| Clt   | Équipe   | PJ | V | VP | VF | D | DP | DF | BP | BC | Pts |
| ----- | -------- | -- | - | -- | -- | - | -- | -- | -- | -- | --- |
| +001, | Finlande | 3  | 3 | 0  | 0  | 0 | 0  | 0  | 14 | 4  | 9   |
| +002, | Tchéquie | 3  | 2 | 0  | 0  | 1 | 0  | 0  | 13 | 6  | 6   |
| +003, | Norvège  | 3  | 0 | 1  | 0  | 2 | 0  | 0  | 7  | 14 | 2   |
| +004, | Danemark | 3  | 0 | 0  | 0  | 2 | 1  | 0  | 5  | 15 | 1   |

- Qualifié pour le tour de qualification

### Tour de qualification

#### Groupe E (Berne)
| Clt   | Équipe     | PJ | V | VP | VF | D | DP | DF | BP | BC | Pts |
| ----- | ---------- | -- | - | -- | -- | - | -- | -- | -- | -- | --- |
| +001, | Russie     | 5  | 4 | 1  | 0  | 0 | 0  | 0  | 27 | 11 | 14  |
| +002, | Suède      | 5  | 2 | 0  | 1  | 0 | 1  | 1  | 23 | 18 | 10  |
| +003, | États-Unis | 5  | 2 | 0  | 0  | 1 | 1  | 1  | 19 | 18 | 8   |
| +004, | Lettonie   | 5  | 1 | 1  | 1  | 2 | 0  | 0  | 15 | 14 | 7   |
| +005, | Suisse     | 5  | 1 | 1  | 0  | 2 | 0  | 1  | 9  | 13 | 6   |
| +006, | France     | 5  | 0 | 0  | 0  | 5 | 0  | 0  | 8  | 27 | 0   |

- Qualifié pour les quarts de finale

#### Groupe F (Kloten)
| Clt   | Équipe      | PJ | V | VP | VF | D | DP | DF | BP | BC | Pts |
| ----- | ----------- | -- | - | -- | -- | - | -- | -- | -- | -- | --- |
| +001, | Canada      | 5  | 4 | 0  | 0  | 0 | 0  | 1  | 26 | 10 | 13  |
| +002, | Finlande    | 5  | 2 | 1  | 1  | 0 | 0  | 1  | 16 | 9  | 11  |
| +003, | Tchéquie    | 5  | 3 | 0  | 0  | 2 | 0  | 0  | 20 | 11 | 9   |
| +004, | Biélorussie | 5  | 0 | 2  | 1  | 2 | 0  | 0  | 8  | 13 | 6   |
| +005, | Slovaquie   | 5  | 0 | 1  | 0  | 2 | 2  | 0  | 8  | 21 | 4   |
| +006, | Norvège     | 5  | 0 | 0  | 0  | 3 | 2  | 0  | 7  | 21 | 2   |

- Qualifié pour les quarts de finale

### Phase finale
|  | Quarts de finale               | Quarts de finale               | Quarts de finale               | Quarts de finale               |            |            | Demi-finales                   | Demi-finales                   | Demi-finales                    | Demi-finales                    |                                 |                                 | Finale                          | Finale                          | Finale                          | Finale                          |
|  |                                |                                |                                |                                |            |            |                                |                                |                                 |                                 |                                 |                                 |                                 |                                 |                                 |                                 |
|  | 6 mai 2009 ; PostFinance Arena | 6 mai 2009 ; PostFinance Arena | 6 mai 2009 ; PostFinance Arena | 6 mai 2009 ; PostFinance Arena |            |            | 8 mai 2009 ; PostFinance Arena | 8 mai 2009 ; PostFinance Arena | 8 mai 2009 ; PostFinance Arena  | 8 mai 2009 ; PostFinance Arena  |                                 |                                 | 10 mai 2009 ; PostFinance Arena | 10 mai 2009 ; PostFinance Arena | 10 mai 2009 ; PostFinance Arena | 10 mai 2009 ; PostFinance Arena |
|  | 6 mai 2009 ; PostFinance Arena | 6 mai 2009 ; PostFinance Arena | 6 mai 2009 ; PostFinance Arena | 6 mai 2009 ; PostFinance Arena |            |            | 8 mai 2009 ; PostFinance Arena | 8 mai 2009 ; PostFinance Arena | 8 mai 2009 ; PostFinance Arena  | 8 mai 2009 ; PostFinance Arena  |                                 |                                 | 10 mai 2009 ; PostFinance Arena | 10 mai 2009 ; PostFinance Arena | 10 mai 2009 ; PostFinance Arena | 10 mai 2009 ; PostFinance Arena |
|  | Russie                         | Russie                         | 4                              | 4                              |            |            | 8 mai 2009 ; PostFinance Arena | 8 mai 2009 ; PostFinance Arena | 8 mai 2009 ; PostFinance Arena  | 8 mai 2009 ; PostFinance Arena  |                                 |                                 | 10 mai 2009 ; PostFinance Arena | 10 mai 2009 ; PostFinance Arena | 10 mai 2009 ; PostFinance Arena | 10 mai 2009 ; PostFinance Arena |
|  | Russie                         | Russie                         | 4                              | 4                              |            |            | 8 mai 2009 ; PostFinance Arena | 8 mai 2009 ; PostFinance Arena | 8 mai 2009 ; PostFinance Arena  | 8 mai 2009 ; PostFinance Arena  |                                 |                                 | 10 mai 2009 ; PostFinance Arena | 10 mai 2009 ; PostFinance Arena | 10 mai 2009 ; PostFinance Arena | 10 mai 2009 ; PostFinance Arena |
|  | Biélorussie                    | Biélorussie                    | 3                              | 3                              |            |            | 8 mai 2009 ; PostFinance Arena | 8 mai 2009 ; PostFinance Arena | 8 mai 2009 ; PostFinance Arena  | 8 mai 2009 ; PostFinance Arena  |                                 |                                 | 10 mai 2009 ; PostFinance Arena | 10 mai 2009 ; PostFinance Arena | 10 mai 2009 ; PostFinance Arena | 10 mai 2009 ; PostFinance Arena |
|  | Biélorussie                    | Biélorussie                    | 3                              | 3                              | Russie     | Russie     | 3                              | 3                              |                                 |                                 |                                 |                                 | 10 mai 2009 ; PostFinance Arena | 10 mai 2009 ; PostFinance Arena | 10 mai 2009 ; PostFinance Arena | 10 mai 2009 ; PostFinance Arena |
|  | 6 mai 2009 ; PostFinance Arena |                                |                                |                                | Russie     | Russie     | 3                              | 3                              |                                 |                                 |                                 |                                 | 10 mai 2009 ; PostFinance Arena | 10 mai 2009 ; PostFinance Arena | 10 mai 2009 ; PostFinance Arena | 10 mai 2009 ; PostFinance Arena |
|  |                                |                                | États-Unis                     | États-Unis                     | 2          | 2          |                                |                                |                                 |                                 |                                 |                                 | 10 mai 2009 ; PostFinance Arena | 10 mai 2009 ; PostFinance Arena | 10 mai 2009 ; PostFinance Arena | 10 mai 2009 ; PostFinance Arena |
|  | Finlande                       | Finlande                       | États-Unis                     | États-Unis                     | 2          | 2          | 2                              | 2                              |                                 |                                 |                                 |                                 | 10 mai 2009 ; PostFinance Arena | 10 mai 2009 ; PostFinance Arena | 10 mai 2009 ; PostFinance Arena | 10 mai 2009 ; PostFinance Arena |
|  | Finlande                       | Finlande                       | 8 mai 2009 ; PostFinance Arena |                                |            |            | 2                              | 2                              |                                 |                                 |                                 |                                 | 10 mai 2009 ; PostFinance Arena | 10 mai 2009 ; PostFinance Arena | 10 mai 2009 ; PostFinance Arena | 10 mai 2009 ; PostFinance Arena |
|  | États-Unis                     | États-Unis                     | 3                              | 3                              |            |            |                                |                                |                                 |                                 |                                 |                                 | 10 mai 2009 ; PostFinance Arena | 10 mai 2009 ; PostFinance Arena | 10 mai 2009 ; PostFinance Arena | 10 mai 2009 ; PostFinance Arena |
|  | États-Unis                     | États-Unis                     | 3                              | 3                              | Russie     | Russie     | 2                              | 2                              |                                 |                                 |                                 |                                 |                                 |                                 |                                 |                                 |
|  | 7 mai 2009 ; PostFinance Arena |                                |                                |                                | Russie     | Russie     | 2                              | 2                              |                                 |                                 |                                 |                                 |                                 |                                 |                                 |                                 |
|  |                                |                                | Canada                         | Canada                         | 1          | 1          |                                |                                |                                 |                                 |                                 |                                 |                                 |                                 |                                 |                                 |
|  | Canada                         | Canada                         | Canada                         | Canada                         | 1          | 1          | 4                              | 4                              |                                 |                                 |                                 |                                 |                                 |                                 |                                 |                                 |
|  | Canada                         | Canada                         |                                |                                |            |            |                                |                                |                                 |                                 |                                 |                                 |                                 |                                 |                                 |                                 |
|  | Lettonie                       | Lettonie                       | 2                              | 2                              |            |            |                                |                                |                                 |                                 |                                 |                                 |                                 |                                 |                                 |                                 |
|  | Lettonie                       | Lettonie                       | 2                              | 2                              | Canada     | Canada     | 3                              | 3                              | Match pour la troisième place   | Match pour la troisième place   | Match pour la troisième place   | Match pour la troisième place   |                                 |                                 |                                 |                                 |
|  | 7 mai 2009 ; PostFinance Arena |                                |                                |                                | Canada     | Canada     | 3                              | 3                              | Match pour la troisième place   | Match pour la troisième place   | Match pour la troisième place   | Match pour la troisième place   |                                 |                                 |                                 |                                 |
|  |                                |                                | Suède                          | Suède                          | 1          | 1          |                                |                                | 10 mai 2009 ; PostFinance Arena | 10 mai 2009 ; PostFinance Arena | 10 mai 2009 ; PostFinance Arena | 10 mai 2009 ; PostFinance Arena |                                 |                                 |                                 |                                 |
|  | Suède                          | Suède                          | Suède                          | Suède                          | 1          | 1          | 3                              | 3                              | 10 mai 2009 ; PostFinance Arena | 10 mai 2009 ; PostFinance Arena | 10 mai 2009 ; PostFinance Arena | 10 mai 2009 ; PostFinance Arena |                                 |                                 |                                 |                                 |
|  | Suède                          | Suède                          |                                |                                |            |            |                                | 3                              |                                 |                                 | Suède                           | Suède                           | 4                               | 4                               |                                 |                                 |
|  | Tchéquie                       | Tchéquie                       | 1                              | 1                              |            |            |                                |                                |                                 |                                 | Suède                           | Suède                           | 4                               | 4                               |                                 |                                 |
|  | Tchéquie                       | Tchéquie                       | 1                              | 1                              | États-Unis | États-Unis | 2                              | 2                              |                                 |                                 |                                 |                                 |                                 |                                 |                                 |                                 |
|  |                                |                                |                                |                                |            |            |                                |                                |                                 |                                 |                                 |                                 |                                 |                                 |                                 |                                 |

### Tour de relégation

#### Groupe G (Berne & Kloten)
La Hongrie et l'Autriche sont reléguées, l'Allemagne ne pouvant être relégué puisqu'elle accueille le prochain championnat.
| Clt   | Équipe    | PJ | V | VP | VF | D | DP | DF | BP | BC | Pts |
| ----- | --------- | -- | - | -- | -- | - | -- | -- | -- | -- | --- |
| +001, | Danemark  | 3  | 3 | 0  | 0  | 0 | 0  | 0  | 10 | 7  | 9   |
| +002, | Autriche  | 3  | 2 | 0  | 0  | 1 | 0  | 0  | 9  | 5  | 6   |
| +003, | Allemagne | 3  | 1 | 0  | 0  | 2 | 0  | 0  | 3  | 5  | 3   |
| +004, | Hongrie   | 3  | 0 | 0  | 0  | 3 | 0  | 0  | 2  | 13 | 0   |

- Relégué en division 1

### Classement final
Le classement final du groupe élite est le suivant :
| Pos.               | Équipe      |
| ------------------ | ----------- |
| Médaille d'or      | Russie      |
| Médaille d'argent  | Canada      |
| Médaille de bronze | Suède       |
| 4.                 | États-Unis  |
| 5.                 | Finlande    |
| 6.                 | Tchéquie    |
| 7.                 | Lettonie    |
| 8.                 | Biélorussie |
| 9.                 | Suisse      |
| 10.                | Slovaquie   |
| 11.                | Norvège     |
| 12.                | France      |
| 13.                | Danemark    |
| 14.                | Autriche    |
| 15.                | Allemagne   |
| 16.                | Hongrie     |

### Médaillés
| Champions du monde Russie | Gardiens : Ilia Bryzgalov, Aleksandr Ieriomenko, Vassili Kochetchkine Défenseurs : Vitali Atiouchov, Denis Grebechkov, Dmitri Kalinine, Konstantin Korneïev, Vitali Prochkine, Ilia Nikouline, Oleg Tverdovski, Vitali Vichnevski, Anton Voltchenkov Attaquants : Aleksandr Frolov, Konstantin Gorovikov, Nikolaï Jerdev, Anton Kourianov, Ilia Kovaltchouk, Alekseï Morozov, Sergueï Moziakine, Aleksandr Perejoguine, Aleksandr Radoulov, Oleg Saprykine, Alekseï Terechtchenko, Danis Zaripov, Sergueï Zinoviev Entraîneurs : Viatcheslav Bykov, Igor Zakharkine |

| Argent Canada | Colby Armstrong, Braydon Coburn, Shane Doan, Drew Doughty, Mike Fisher, Dan Hamhuis, Josh Harding, Dany Heatley, Shawn Horcoff, Joel Kwiatkowski, Matthew Lombardi, Chris Mason, James Neal, Chris Phillips, Dwayne Roloson, Derek Roy, Martin Saint-Louis, Luke Schenn, Jason Spezza, Steven Stamkos, Scottie Upshall, Marc-Édouard Vlasic, Shea Weber, Ian White, Travis Zajac Entraîneur : Lindy Ruff |

| Bronze Suède | Johan Åkerman, Johan Andersson, Patrik Berglund, Tobias Enström, Loui Eriksson, Nicklas Grossman, Carl Gunnarsson, Jonas Gustavsson, Johan Harju, Johan Holmqvist, Kristian Huselius, Magnus Johansson, Kenny Jönsson, Stefan Liv, Joel Lundqvist, Tony Mårtensson, Marcus Nilson, Johnny Oduya, Linus Omark, Niklas Persson, Anton Strålman, Dick Tärnström, Martin Thörnberg, Rickard Wallin, Mattias Weinhandl Entraîneur : Bengt-Åke Gustafsson |

## Division I
Elle regroupe douze équipes réparties en deux groupes joués en Lituanie et en Pologne.
- Groupe A (Vilnius)
  -  Australie
  -  Croatie
  -  Japon
  -  Kazakhstan
  -  Lituanie
  -  Slovénie
- Groupe B (Torun)
  -  Grande-Bretagne
  -  Italie
  -  Pologne
  -  Pays-Bas
  -  Roumanie
  -  Ukraine

### Groupe A
Il se déroule à Vilnius. Le Kazakhstan est promu en élite pour l'édition 2010 alors que l'Australie est reléguée en division II.
| Clt   | Équipe     | PJ | V | VP | D | DP | BP | BC | Diff | Pts |
| ----- | ---------- | -- | - | -- | - | -- | -- | -- | ---- | --- |
| +001, | Kazakhstan | 5  | 5 | 0  | 0 | 0  | 29 | 6  | +23  | 15  |
| +002, | Slovénie   | 5  | 4 | 0  | 1 | 0  | 21 | 7  | +14  | 12  |
| +003, | Japon      | 5  | 3 | 0  | 2 | 0  | 21 | 8  | +13  | 9   |
| +004, | Lituanie   | 5  | 2 | 0  | 3 | 0  | 20 | 23 | -3   | 6   |
| +005, | Croatie    | 5  | 1 | 0  | 4 | 0  | 11 | 25 | -14  | 3   |
| +006, | Australie  | 5  | 0 | 0  | 5 | 0  | 7  | 40 | -33  | 0   |

- Promu en division élite
- Relégué en division 2

- Meilleur joueurs :
  - Gardien : Andrej Hočevar (Slovénie)
  - Défenseur : Aaron Keller (Japon)
  - Attaquant : Vadim Krasnoslobodtsev (Kazakhstan)
  - Pointeurs : Takeshi Saito (Japon) et Vadim Krasnoslobodtsev (Kazakhstan), 9 points.

### Groupe B
Il se déroule à Toruń en Pologne. L'Italie est promue en élite pour l'édition 2010 alors que la Roumanie est reléguée en division II.
| Clt   | Équipe          | PJ | V | VP | D | DP | BP | BC | Diff | Pts |
| ----- | --------------- | -- | - | -- | - | -- | -- | -- | ---- | --- |
| +001, | Italie          | 5  | 5 | 0  | 0 | 0  | 26 | 4  | +22  | 15  |
| +002, | Ukraine         | 5  | 3 | 1  | 1 | 0  | 18 | 6  | +12  | 12  |
| +003, | Grande-Bretagne | 5  | 2 | 1  | 2 | 0  | 17 | 12 | +5   | 8   |
| +004, | Pologne         | 5  | 2 | 0  | 1 | 2  | 14 | 9  | +5   | 8   |
| +005, | Pays-Bas        | 5  | 1 | 0  | 4 | 0  | 9  | 16 | -7   | 3   |
| +006, | Roumanie        | 5  | 0 | 0  | 5 | 0  | 1  | 38 | -37  | 0   |

- Promu en division élite
- Relégué en division 2

- Meilleur joueurs
  - Gardien : Thomas Tragust (Italie).
  - Défenseur : Trevor Johnson (Italie).
  - Attaquant : Andriï Mikhnov (Ukraine).
  - Pointeur : Roland Ramoser (Italie) et Trevor Johnson (Italie), 8 points.

## Division II

### Groupe A
Il se déroule à Novi Sad. La Serbie est promue en division I pour l'édition 2010 alors que la Corée du Nord est reléguée en division III.
| Date     | Équipe        | Score     | Équipe        | Score par période       |
| 7 avril  | Chine         | 3-2 a.p.  | Islande       | 1-1, 0-0, 1-1, 1-0      |
| 7 avril  | Corée du Nord | 1-2       | Israël        | 1-1, 0-1, 0-0           |
| 7 avril  | Serbie        | 5-4 t.a.b | Estonie       | 1-0, 1-4, 2-0, 0-0, 1-0 |
| 8 avril  | Islande       | 3-2       | Corée du Nord | 1-2, 1-0, 1-0           |
| 8 avril  | Estonie       | 16-2      | Israël        | 6-1, 7-1, 3-0           |
| 8 avril  | Chine         | 3-5       | Serbie        | 2-1, 1-3, 0-1           |
| 10 avril | Chine         | 7-5       | Corée du Nord | 2-1, 4-1, 1-3           |
| 10 avril | Estonie       | 16-1      | Islande       | 4-1, 5-0, 7-0           |
| 10 avril | Serbie        | 12-1      | Israël        | 4-0, 5-0, 3-1           |
| 11 avril | Corée du Nord | 1-16      | Estonie       | 1-5, 0-5, 0-6           |
| 11 avril | Israël        | 1-5       | Chine         | 1-0, 0-3, 0-2           |
| 11 avril | Islande       | 1-6       | Serbie        | 0-3, 1-1, 0-2           |
| 13 avril | Estonie       | 16-3      | Chine         | 2-0, 9-1, 5-2           |
| 13 avril | Israël        | 3-4       | Islande       | 0-2, 1-1, 2-1           |
| 13 avril | Serbie        | 12-2      | Corée du Nord | 8-0, 2-2, 2-0           |

| Clt   | Équipe        | PJ | V | VP | D | DP | BP | BC | Pts |
| ----- | ------------- | -- | - | -- | - | -- | -- | -- | --- |
| +001, | Serbie        | 5  | 4 | 1  | 0 | 0  | 40 | 11 | 14  |
| +002, | Estonie       | 5  | 4 | 0  | 0 | 1  | 68 | 12 | 13  |
| +003, | Chine         | 5  | 2 | 1  | 2 | 0  | 21 | 29 | 8   |
| +004, | Islande       | 5  | 2 | 0  | 2 | 1  | 11 | 30 | 7   |
| +005, | Israël        | 5  | 1 | 0  | 4 | 0  | 9  | 38 | 3   |
| +006, | Corée du Nord | 5  | 0 | 0  | 5 | 0  | 11 | 40 | 0   |

- Promu en division 1
- Relégué en division 3

### Groupe B
Il se déroule à Sofia. La Corée du Sud est promue en division I pour l'édition 2010 alors que l'Afrique du Sud est reléguée en division III.
| Date     | Équipe         | Score | Équipe         | Score par période |
| 6 avril  | Espagne        | 4-6   | Corée du Sud   | 0-2, 1-1, 3-3     |
| 6 avril  | Afrique du Sud | 2-4   | Mexique        | 0-2, 1-0, 1-2     |
| 6 avril  | Belgique       | 6-3   | Bulgarie       | 3-2, 3-1, 0-0     |
| 7 avril  | Corée du Sud   | 8-2   | Mexique        | 1-0, 2-0, 5-2     |
| 7 avril  | Belgique       | 3-1   | Espagne        | 1-0, 2-0, 0-1     |
| 7 avril  | Bulgarie       | 12-3  | Afrique du Sud | 2-0, 4-3, 6-0     |
| 9 avril  | Belgique       | 11-1  | Afrique du Sud | 5-1, 2-1, 4-0     |
| 9 avril  | Espagne        | 4-1   | Mexique        | 2-0, 1-0, 1-1     |
| 9 avril  | Corée du Sud   | 14-2  | Bulgarie       | 3-1, 4-0, 7-1     |
| 10 avril | Mexique        | 1-9   | Belgique       | 0-2, 1-5, 0-2     |
| 10 avril | Afrique du Sud | 0-15  | Corée du Sud   | 0-7, 0-4, 0-4     |
| 10 avril | Bulgarie       | 3-7   | Espagne        | 1-1, 1-2, 1-4     |
| 12 avril | Espagne        | 12-2  | Afrique du Sud | 4-1, 3-0, 5-1     |
| 12 avril | Corée du Sud   | 5-2   | Belgique       | 2-1, 1-0, 2-1     |
| 12 avril | Mexique        | 3-10  | Bulgarie       | 1-1, 0-3, 2-6     |

| Clt   | Équipe         | PJ | V | VP | D | DP | BP | BC | Pts |
| ----- | -------------- | -- | - | -- | - | -- | -- | -- | --- |
| +001, | Corée du Sud   | 5  | 5 | 0  | 0 | 0  | 48 | 10 | 15  |
| +002, | Belgique       | 5  | 4 | 0  | 1 | 0  | 31 | 11 | 12  |
| +003, | Espagne        | 5  | 3 | 0  | 2 | 0  | 28 | 15 | 9   |
| +004, | Bulgarie       | 5  | 2 | 0  | 3 | 0  | 30 | 33 | 6   |
| +005, | Mexique        | 5  | 1 | 0  | 4 | 0  | 11 | 33 | 3   |
| +006, | Afrique du Sud | 5  | 0 | 0  | 5 | 0  | 8  | 54 | 0   |

- Promu en division 1
- Relégué en division 3

## Division III
Elle se déroule à Dunedin en Nouvelle-Zélande. La Nouvelle-Zélande et la Turquie sont promues en division II pour l'édition 2010. La Mongolie déclare forfait avant le début de la compétition, ses adversaires ont match gagné sur tapis vert (score de 5-0).
| Date     | Équipe           | Score    | Équipe           | Score par période  |
| 10 avril | Mongolie         | 0-5      | Turquie          | Par forfait        |
| 10 avril | Irlande          | 3-7      | Grèce            | 0-2, 1-2, 2-3      |
| 10 avril | Luxembourg       | 2-6      | Nouvelle-Zélande | 1-1, 1-2, 0-3      |
| 11 avril | Grèce            | 5-0      | Mongolie         | Par forfait        |
| 11 avril | Irlande          | 3-8      | Luxembourg       | 2-2, 0-5, 1-1      |
| 11 avril | Nouvelle-Zélande | 8-2      | Turquie          | 2-1, 4-1, 2-0      |
| 13 avril | Irlande          | 5-0      | Mongolie         | Par forfait        |
| 13 avril | Luxembourg       | 4-7      | Turquie          | 0-1, 1-4, 3-2      |
| 13 avril | Nouvelle-Zélande | 4-3 a.p. | Grèce            | 0-2, 2-0, 1-1, 1-0 |
| 15 avril | Grèce            | 2-7      | Luxembourg       | 0-3, 0-2, 2-2      |
| 15 avril | Turquie          | 7-1      | Irlande          | 3-0, 2-0, 2-1      |
| 15 avril | Mongolie         | 0-5      | Nouvelle-Zélande | Par forfait        |
| 16 avril | Turquie          | 7-1      | Grèce            | 1-1, 0-0, 6-0      |
| 16 avril | Luxembourg       | 5-0      | Mongolie         | Par forfait        |
| 16 avril | Nouvelle-Zélande | 9-0      | Irlande          | 1-0, 3-0, 5-0      |

| Clt   | Équipe           | PJ | V | VP | D | DP | BP | BC | Diff | Pts |
| ----- | ---------------- | -- | - | -- | - | -- | -- | -- | ---- | --- |
| +001, | Nouvelle-Zélande | 5  | 4 | 1  | 0 | 0  | 32 | 7  | 25   | 14  |
| +002, | Turquie          | 5  | 4 | 0  | 1 | 0  | 28 | 14 | 14   | 12  |
| +003, | Luxembourg       | 5  | 3 | 0  | 2 | 0  | 26 | 18 | 8    | 9   |
| +004, | Grèce            | 5  | 2 | 0  | 2 | 1  | 18 | 21 | -3   | 7   |
| +005, | Irlande          | 5  | 1 | 0  | 4 | 0  | 12 | 31 | -19  | 3   |
| +006, | Mongolie         | 5  | 0 | 0  | 5 | 0  | 0  | 25 | -25  | 0   |

- Promu en division 2
- Forfait